# ФК Фамос Храсница
Фудбалски клуб Фамос је фудбалски клуб из Храснице, Општина Илиџа. Тренутно се такмичи у Другој лиги Федерације Босне и Херцеговине - група центар, трећем рангу такмичења.

## Историја

### Почетак
Клуб су 1953. основали Будо Радовић (први председник), Душан Витас и Ђоко Петровић под називом ФК Радник, а 6. јануара 1959. мења име у ФК Фамос по истоименој фабрици. Са такмичењем је кренуо из најниже градске лиге Сарајева, у зонском је играо од 1958, а до републичког је стигао 1960. године.

### Улазак у Другу савезну лигу
У сезони 1961/62. Фамос је успео да се преко квалификација по први пут пласира у Другу савезну лигу Југославије. У одлучујућем окршају квалификација у двомечу је био бољи од требињског Леотара, први меч у Храсници се завршио нерешеним резултатом 1:1, док је Фамос у реваншу одиграном јуна 1962. у Требињу забележио убедљиву победу од 3:0.
Екипа која је изборила пласман у Другу савезну лигу: Рефик Муфтић, Мирослав Савић, Балта Адил, Небојша Вуковић, Рамиз Соколовић, Тарик Дурић, Бошко Париповић, Мехмед Пинтол, Мухамед Заимовић, Александар Кривошеј, Стево Хоф, Раде Лучић, Мирослав Баришић, Кисо Мугдим, Мика Баришић, Мишо Басиста, Лазо Поповић и Миливоје Кузман. Тренер екипе био је Марсел Жиганте.
Фамос је у сезони 1962/63. почео са такмичењем у Другој савезној лиги-група Запад, а први меч у Другој савезној лиги Фамос је одиграо 19. августа 1962. у Зеници против Челика и изгубио 3:2, док је први друголигашки меч на свом терену одиграо 26. августа 1962. против бањалучког Борца (0:0). У првих пет сезона клуб је завршавао од деветог до четрнаестог места на табели. Први значајнији резултат је било пето место у сезони 1968/69., док Фамос од наредне сезоне 1968/69. прелази у новоформирану Другу лигу-Југ. Од сезоне 1969/70. до 1971/72. Фамос се грчевито борио за опстанак.
Ипак сезону 1972/73. клуб је завршио на другом месту Друге лиге Југ, што је био најбољи резултат у историји клуба, чиме је обезбедио учешће у квалификацијама за улазак у Прву лигу Југославије. У првом кругу квалификација Фамос се састао са прваком друголигашке групе Запад, Загребом. Прва утакмица одиграна на загребачком Максимиру 23. јуна 1973. пред око 50 хиљада гледалаца је завршена резултатом 0:0. Ипак и поред одличног резултата из првог меча, Фамос је у реваншу одиграном седам дана касније на свом стадиону пред око 15 хиљада гледалаца изгубио резултатом 2:1, иако је водио са 1:0 до 58. минута.
Од наредне сезоне 1973/74. се поново вратило на систем са две уместо четири групе у Другој лиги, а Фамос је наставио у групи Запад. У тој сезони Фамос је заузео девето место, а и наредних пет сезона је завршавао у средини табеле. Сезона 1975/76. је донела највећи успех клуба у Купу Југославије. Редом су падали противници Фамоса, са 2:0 је избачен скопски Вардар у шеснаестини финала, затим у осмини финала са 1:0 у гостима пулска Истра и на крају новосадска Војводина у четвртфиналу са 5:4 на пеналима (0:0 регуларни део), ипак Фамос је у полуфиналу зауставио Хајдук у Сплиту (0:2). У сезони 1979/80. Фамос је заузео претпоследње петнаесто место и тако испао из Друге савезне лиге по први пут од уласка 1962. године, након укупно 18 такмичарских сезона.
Након испадања из Друге лиге Фамос је такмичење наставио у републичкој лиги Босне и Херцеговине, где се задржао укупно пет сезона, пре него што је у сезони 1984/85. освојио прво место и поново се пласирао у Другу савезну лигу. У друголигашком рангу Фамос се овај пут задржао само три сезоне, прве две сезоне је завршавао на једном месту изнад зоне испадања, али пошто је 1988. дошло до реорганизације такмичења и стварања Јединствене Друге лиге од наредне сезоне, чак 9 клубова је морало у нижи ранг, а међу њима је био и Фамос који је заузео петнаесто место. Такмичење је од 1988/89. наставио у Међурепубличкој лиги Југ, прве две сезоне је био у врху на другом и трећем месту, а у последњој сезони 1990/91. у целовитој СФРЈ Фамос је у Међурепубличкој лиги Југ изборио опстанак, иако на крају због почетка рата нико није ни испао. Фамос је у наредној сезони наставио у Трећој лиги Запад, која је формирана од клубова из БиХ који су се налазили у три групе Међурепубличке лиге.

### Новија историја
Током 90-их се већином такмичио у трећем рангу такмичења, Другој лиги ФБиХ-група Југ, а почетком 21. века и у Првој лиги ФБиХ, одакле испада у сезони 2002/03.
Фамос је покушао у сезони 2010/11. да купи лиценцу клуба САШК Напредак, који је упао у финансијске проблеме, али им то није дозвољено. Да би избегли тај проблем клубови су спојени пред почетак сезоне 2011/12. у клуб под именом ФК Фамос-САШК Напредак и он је преузео позицију САШК Напретка у Првој лиги ФБиХ, а тај клуб по свему наставља традицију Фамоса, у смислу седишта, клупских боја, стадиона и године оснивања, док ће клуб након једне сезоне вратити своје старо име. Ипак клуб под именом Фамос-САШК Напредак у сезони 2011/12. Прве лиге Федерације Босне и Херцеговине је заузео четрнаесто место и испао у нижи ранг, Другу лигу ФБиХ-центар, где се тренутно такмичи.

## Истакнути бивши играчи
- Идриз Хошић (репрезентативац Југославије)
- Армин Маховић
- Алмир Мемић
- Рефик Муфтић